# Lophoptera albigrisea
Lophoptera albigrisea là một loài bướm đêm trong họ Noctuidae.